# Norman Dello Joio (ryttare)
Norman Dello Joio, född den 7 juni 1956, är en amerikansk ryttare.
Han tog OS-brons i individuell hoppning i samband med de olympiska ridsporttävlingarna 1992 i Barcelona.